# Kol·lectiu Bassetja
Kol·lectiu Bassetja fou una associació cívica, política i cultural activa a Formentera entre 1988 i 1994, formada per universitaris procedents del Moviment Comunista de les Illes Balears, de la Lliga Comunista Revolucionària, i altres grups independentistes i ecologistes. Defensava la promoció de la normalització lingüística, l'antimilitarisme i l'ecologisme a través d'activitats lúdiques i festives de projecció popular i campanyes de foment de l'objecció de consciència.
Entre 1988 i 1990 organitzaren dues excursions a sa Pedrera en protesta contra els projectes d'urbanització de la zona i dues «Mostres de Fotografia al Carrer» (1989 i 1990) per denunciar la degradació ambiental de l'illa. Realitzaren quatre murals a distintes instal·lacions educatives de Formentera per promocionar l'ús del català, publicaren a la premsa local alguns manifestos i editaren el butlletí A l'aguait.
L'agost de 1989 organitzà diversos actes culturals i festius durant les Festes de Santa Maria de Formentera, transformant la tradicional diada religiosa en una diada reivindicativa. El col·lectiu s'autodissolgué el 1990 després de transformar-se en Comissió de Festes de Santa Maria, però reaparegué puntualment en la participació en dues taules rodones sobre Alternativa Nacionalista a les Illes el 1991 amb gent d'ERC i Entesa de l'Esquerra de Menorca, i sobre temes d'actualitat de Formentera el 1994.